# 1984–1985-ös magyar férfi kosárlabda-bajnokság
Az 1984–1985-ös magyar férfi kosárlabda-bajnokság az ötvenharmadik magyar kosárlabda-bajnokság volt. Húsz csapat indult el, a csapatok az előző évi szereplés alapján két csoportban (A csoport: 1-10. helyezettek, B csoport: 11-17. helyezettek plusz a három feljutó) két kört játszottak. Az alapszakasz után az A csoport 1-6. helyezettjei play-off rendszerben játszottak a bajnoki címért, az A csoport 7-10. és a B csoport 1-4. helyezettjei az egymás elleni eredményeiket megtartva a másik csoportból jövőkkel újabb két kört játszottak az A csoportba kerülésért, a B csoport 5-10. helyezettjei pedig play-off rendszerben játszottak a kiesés elkerüléséért.

## Alapszakasz

### A csoport
| #   | Csapat             | M  | Gy | V  | K+   | K-   | P  |
| --- | ------------------ | -- | -- | -- | ---- | ---- | -- |
| 1.  | Bp. Honvéd         | 18 | 16 | 2  | 1737 | 1444 | 34 |
| 2.  | MAFC               | 18 | 13 | 5  | 1705 | 1490 | 31 |
| 3.  | Körmendi Dózsa MTE | 18 | 12 | 6  | 1537 | 1469 | 30 |
| 4.  | Bajai SK           | 18 | 12 | 6  | 1526 | 1470 | 30 |
| 5.  | Zalaegerszegi TE   | 18 | 11 | 7  | 1556 | 1509 | 29 |
| 6.  | Csepel SC          | 18 | 10 | 8  | 1657 | 1611 | 28 |
| 7.  | Tungsram SC        | 18 | 5  | 13 | 1492 | 1617 | 23 |
| 8.  | Szegedi EOL AK     | 18 | 5  | 13 | 1420 | 1641 | 23 |
| 9.  | Pécsi VSK          | 18 | 3  | 15 | 1390 | 1614 | 21 |
| 10. | Oroszlányi Bányász | 18 | 3  | 15 | 1301 | 1456 | 21 |

### B csoport
| #   | Csapat                   | M  | Gy | V  | K+   | K-   | P  |
| --- | ------------------------ | -- | -- | -- | ---- | ---- | -- |
| 1.  | Videoton SC              | 18 | 16 | 2  | 1453 | 1185 | 34 |
| 2.  | Kecskeméti SC            | 18 | 14 | 4  | 1527 | 1316 | 32 |
| 3.  | Somogy megyei ÁÉV SC     | 18 | 11 | 7  | 1485 | 1427 | 29 |
| 4.  | BSE                      | 18 | 11 | 7  | 1499 | 1473 | 29 |
| 5.  | Ganz-MÁVAG VSE           | 18 | 10 | 8  | 1537 | 1489 | 28 |
| 6.  | Alba Regia Építők        | 18 | 9  | 9  | 1452 | 1462 | 27 |
| 7.  | Soproni SE               | 18 | 8  | 10 | 1598 | 1574 | 26 |
| 8.  | Bakony Vegyész           | 18 | 5  | 13 | 1402 | 1533 | 23 |
| 9.  | Testnevelési Főiskola SE | 18 | 4  | 14 | 1379 | 1636 | 22 |
| 10. | Nyíregyházi TK           | 18 | 2  | 16 | 1418 | 1655 | 20 |

* M: Mérkőzés Gy: Győzelem V: Vereség K+: Dobott kosár K-: Kapott kosár P: Pont

## Rájátszás

### 1–6. helyért
Elődöntőbe jutásért: Körmendi Dózsa MTE–Csepel SC 113–104, 78–75 és Bajai SK–Zalaegerszegi TE 96–97, 78–83
Elődöntő: Bp. Honvéd–Zalaegerszegi TE 96–84, 79–78 és MAFC–Körmendi Dózsa MTE 82–75, 78–87, 85–81
Döntő: Bp. Honvéd–MAFC 97–90, 86–95, 100–81
3. helyért: Körmendi Dózsa MTE–Zalaegerszegi TE 97–87, 73–75, 78–75
5. helyért: Bajai SK–Csepel SC 104–95, 95–104, 86–90

### 7–14. helyért
| #   | Csapat               | M  | Gy | V  | K+   | K-   | P  |
| --- | -------------------- | -- | -- | -- | ---- | ---- | -- |
| 7.  | Videoton SC          | 14 | 11 | 3  | 1184 | 1076 | 25 |
| 8.  | Tungsram SC          | 14 | 8  | 6  | 1219 | 1125 | 22 |
| 9.  | Kecskeméti SC        | 14 | 8  | 6  | 1240 | 1173 | 22 |
| 10. | Szegedi EOL AK       | 14 | 7  | 7  | 1150 | 1191 | 21 |
| 11. | BSE                  | 14 | 7  | 7  | 1092 | 1191 | 21 |
| 12. | Somogy megyei ÁÉV SC | 14 | 7  | 7  | 1055 | 1063 | 21 |
| 13. | Pécsi VSK            | 14 | 5  | 9  | 1148 | 1173 | 19 |
| 14. | Oroszlányi Bányász   | 14 | 3  | 11 | 1021 | 1117 | 17 |

### 15–20. helyért
15–20. helyért: Soproni SE–Nyíregyházi TK 90–70, 91–93, 89–66 és Bakony Vegyész–Testnevelési Főiskola SE 105–108, 78–80
15–18. helyért: Ganz-MÁVAG VSE–Testnevelési Főiskola SE 63–76, 70–68, 102–90 és Alba Regia Építők–Soproni SE 96–93, 70–113, 69–67
15. helyért: Ganz-MÁVAG VSE–Alba Regia Építők 98–97, 84–77
17. helyért: Soproni SE–Testnevelési Főiskola SE 80–77, 75–82, 92–91

## Díjak
| 53. Férfi Kosárlabda Magyar Bajnok |
| Bp. Honvéd 28. bajnoki cím         |